# Wiener Zeitung

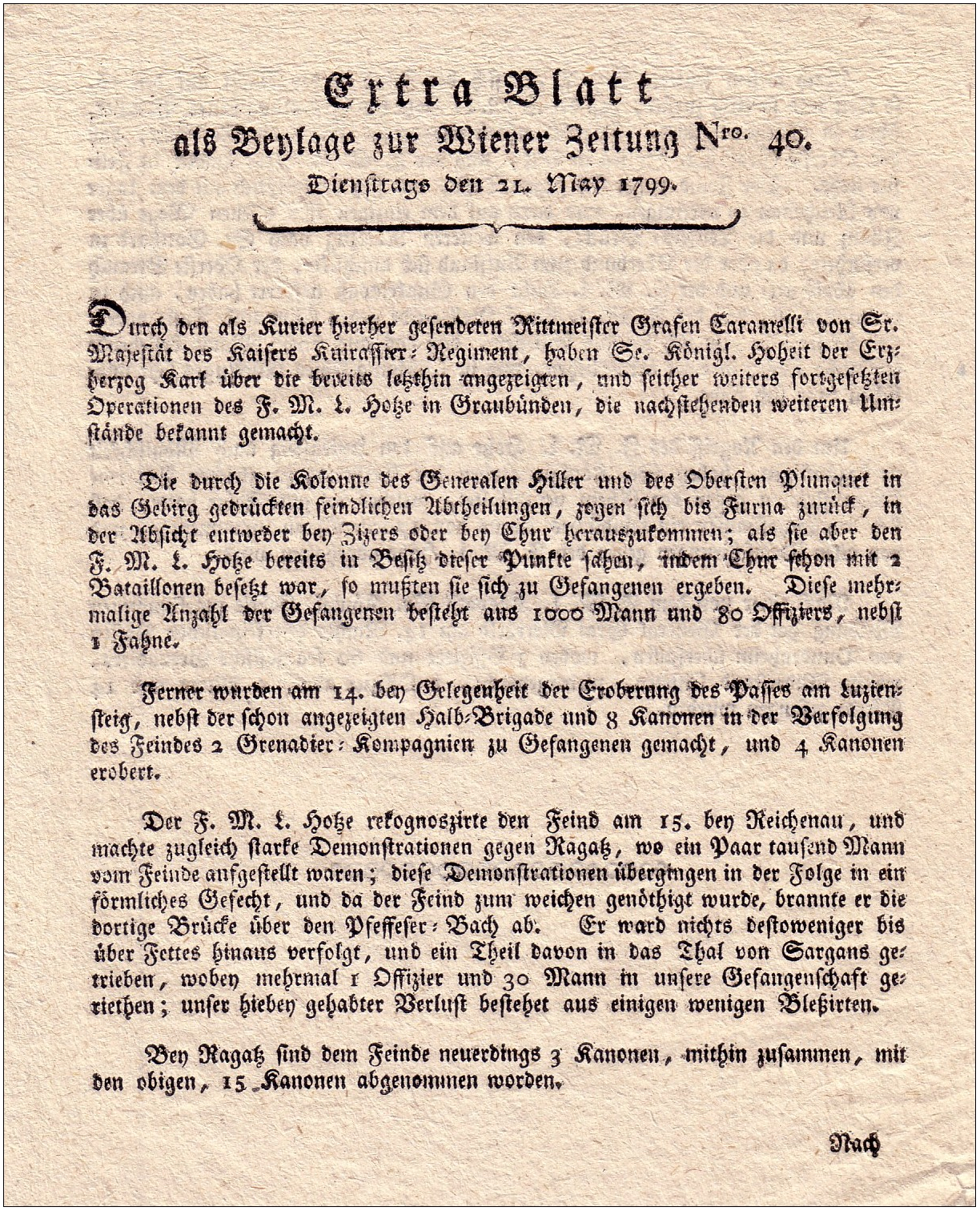
Wiener Zeitung del 1799

La Wiener Zeitung è un quotidiano austriaco, tra i più antichi d'Europa. 
Ha rappresentato, sino all'aprile del 2023, la gazzetta ufficiale utilizzata dal governo della Repubblica Austriaca per i suoi annunci formali e, fino al 2004, per la pubblicazione di leggi e decreti.
L'ultima versione cartacea del quotidiano è stata stampata il 30 giugno 2023. A partire dal luglio dello stesso anno continua ad operare come quotidiano online, pubblicando una versione cartacea con cadenza mensile.
Nel 2002 la Wiener Zeitung era tra i quattro maggiori giornali austriaci, accanto al liberale di destra Die Presse, al liberale di sinistra Der Standard e al cattolico Salzburger Nachrichten.

## Storia
Il quotidiano fu fondato nel 1703 con il nome Wiennerisches Diarium. Il primo numero apparve l'8 agosto 1703 e il frontespizio descriveva il giornale come "contenente tutto ciò che di notevole accade di giorno in giorno in questa città di Vienna, così come in altri luoghi del mondo". Johann Baptist Schönwetter fu il primo editore e direttore del giornale, carica che detenne fino al 1722.
Il Wiennerisches Diarium, come molti giornali dell'epoca, iniziò riportando notizie regionali e internazionali. Pubblicava inoltre annunci di nascita e matrimonio, nonché necrologi dell'aristocrazia e forniva copertura degli eventi della corte imperiale. Le notizie puramente locali erano invece annunciate da un pubblico annunciatore o da un tamburino.

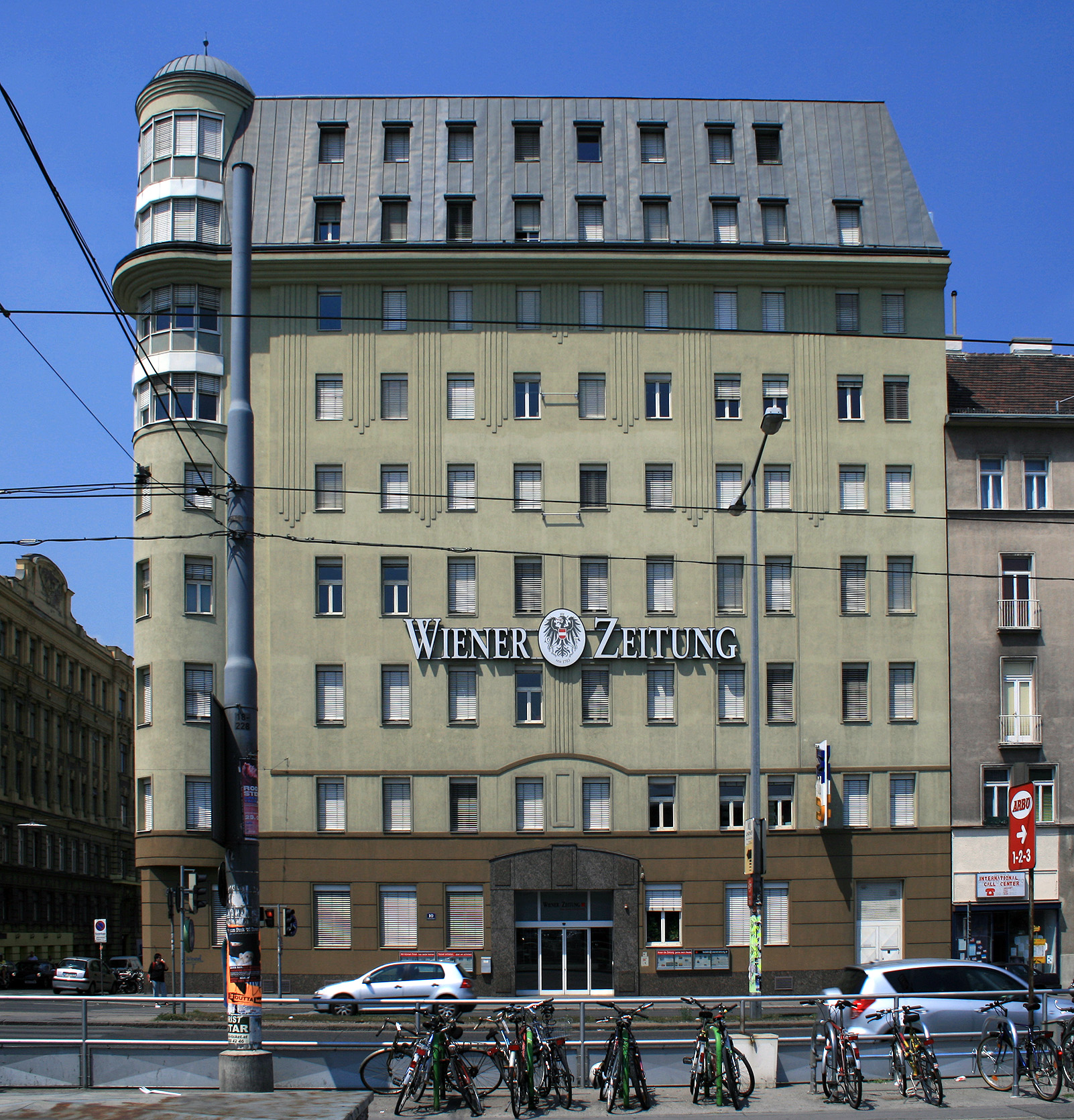
La sede attuale, nel centro di Vienna

Nel 1780 divenne Wiener Zeitung ("Quotidiano viennese") e nel 1810 gazzetta ufficiale del governo. Nel 1857 il governo acquistò il giornale, pubblicato dal 1813 con cadenza quotidiana, che fu stampato fino al 1997 dalla tipografia di Stato austriaca.
Nel 1939, in seguito all'annessione dell'Austria nella Germania nazista, il quotidiano fu soppresso: dapprima fu abolita la redazione editoriale dedicata alla cronaca, poi chiusa anche la parte che curava la gazzetta ufficiale. La prima edizione dopo la seconda guerra mondiale apparve il 21 settembre 1945. 
Il numero di copie vendute è passato dalle 4.500 unità nel 1855 alle circa 24.000 nel 2019. 
Nel 1998 il giornale ha assunto la forma giuridica di società a responsabilità limitata, sebbene il governo abbia mantenuto la funzione di editore e proprietario.
La Wiener Zeitung ha lungamente ricoperto, quindi, anche la funzione di gazzetta ufficiale, utilizzata dal governo della Repubblica Austriaca per gli annunci formali. Tali annunci, ad esempio finalizzati alla copertura di posti di lavoro pubblici o modifiche nel registro del commercio, erano stampati nell'inserto della Gazzetta ufficiale del quotidiano. Fino al 2004, sulle pagine della Wiener Zeitung, erano pubblicati anche i testi delle leggi austriache promulgate. Attualmente la versione ufficiale degli statuti e dei trattati appena approvati è integralmente pubblicata online, su una piattaforma digitale governativa.

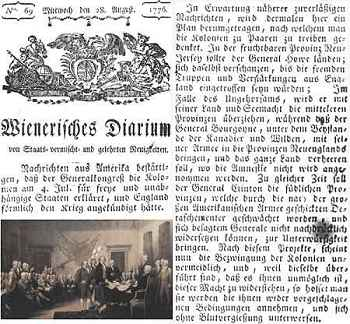
Wienerisches Diarium, 1776

Dal 2005 al 2009, durante il periodo in cui Andreas Unterberger ricoprì la carica di direttore del giornale, la Wiener Zeitung assunse una linea editoriale conservatrice, tornando su posizioni liberali con Reinhard Göweil, suo successore sino al 2017.
Nel giugno 2023 fu annunciata la sospensione della pubblicazione cartacea del quotidiano, la cui ultima edizione fu stampata il 30 giugno dello stesso anno. Dal luglio seguente, la Wiener Zeitung è consultabile unicamente attraverso la versione digitale, sebbene siano state annunciate versioni mensili cartacee del giornale.

## Controversie
Nei primi decenni del millennio, il governo austriaco è stato duramente criticato dagli imprenditori poiché questi erano legalmente tenuti a pubblicare sulla gazzetta ufficiale determinati annunci legali, come le convocazioni dell'assemblea degli azionisti e le modifiche del registro di commercio, pertanto a pagare tasse appositamente previste. I quotidiani concorrenti, e gli imprenditori stessi, sostenevano che queste fossero misure anticoncorrenziali poiché le tasse rappresentavano un finanziamento per la Wiener Zeitung. Nel 2021, l'allora cancelliere federale Sebastian Kurz propose una legge, approvata due anni dopo, per consentire tali pubblicazioni in forma digitale. La Corte suprema austriaca respinse ogni ulteriore rivendicazione in merito, lasciando la decisione finale alla Corte di giustizia europea.